# Secret Sphere
Secret Sphere é uma banda italiana de power metal e symphonic metal, formada em 1997.

## Biografia
O guitarrista Aldo Lonobile é o grande responsável pela criação da banda. Convida Andrea Buratto (baixo), Cristiano Scagliotti (bateria), Gianmaria Saggi (guitarra) e Ramon (vocais) para se juntarem ao projecto.
Depois de alguns problemas com a formação da banda, o tecladista Antonio Agate e o guitarrista Paco Gianotti entram na banda.
Em Setembro de 1998 é gravada a demo Between Story and Legend. Cristiano Scagliotti deixa a banda e é substituído por Luca Cartasegna. Between Story and Legend chama a atenção da gravadora Elevate Records.
Em Junho de 1999 a banda grava o primeiro álbum, Mistress of the Shadowlight, nos estúdios New Sin Studios. Este álbum faz muito sucesso no Japão, França, Brasil e Chile.
Apenas quatro meses depois, a banda começa a gravar um novo trabalho, A Time Never Come, que só verá a luz do dia em 2001.
Em 2002, a banda assina com a gravadora Nuclear Blast.
Em Maio de 2003 a banda apresenta o álbum Scent of Human Desire, gravado nos estúdios Mirage and Alfa & Omega Studios, em Itália.
Dois anos depois a banda surpreende os fans com Heart & Anger.
Em 2010 o Secret Sphere foi convidado a fazer parte da turnê das bandas Gamma Ray e Freedom Call.
O nono álbum de estúdio do Scret Sphere, The Nature of Time, foi lançado em 2017 pela Frontiers Music.

## Membros

### Actuais
- Antonio Agate - teclados
- Andrea "Andy" Buratto - baixo
- Michele Luppi - vocais
- Paolo "Paco" Giantotti - guitarra
- Aldo Lonobile - guitarra
- Federico Pennazzato - bateria

### Anteriores
- Gianmaria Saggi - guitarra
- Cristiano Scagliotti - bateria
- Luca Cartasegna - bateria
- Dave Simeone - bateria
- Daniel Flores - bateria
- Roberto "Ramon" Messina - vocais

## Discografia

### Demos
- 1998 - Between Story and Legend

### Álbuns de estúdio
- 1999 - Mistress of the Shadowlight
- 2001 - A Time Never Come
- 2003 - Scent of Human Desire
- 2005 - Heart & Anger
- 2008 - Sweet Blood Theory
- 2010 - Archetype
- 2012 - Portrait of a Dying Heart
- 2015 - A Time Never Come (edição 2015)
- 2017 - The Nature of Time

### Álbuns ao vivo
- 2016 - One Night in Tokyo